# لاهور غربی
لاهور غربی (به انگلیسی: Lahor Gharbi) یک منطقهٔ مسکونی در پاکستان است که در خیبر پختونخوا واقع شده‌است.